# Neotanais hadalis
Neotanais hadalis är en kräftdjursart som beskrevs av Wolff 1956. Neotanais hadalis ingår i släktet Neotanais och familjen Neotanaidae. Inga underarter finns listade i Catalogue of Life.